# Pungeleria donzelaria
Pungeleria donzelaria är en fjärilsart som beskrevs av Philogène Auguste Joseph Duponchel 1830. Pungeleria donzelaria ingår i släktet Pungeleria och familjen mätare. Inga underarter finns listade.